# Тордільйос
Тордільйос (ісп. Tordillos) — муніципалітет в Іспанії, у складі автономної спільноти Кастилія-і-Леон, у провінції Саламанка. Населення — 458 осіб (2010).
Муніципалітет розташований на відстані близько 150 км на захід від Мадрида, 29 км на південний схід від Саламанки.

## Демографія
Динаміка населення (INE ):

## Зовнішні посилання
- Провінційна рада Саламанки: індекс муніципалітетів
- Посилання на Google Maps